# Langia kunmingensis
Langia kunmingensis är en fjärilsart som beskrevs av Zhao 1984. Langia kunmingensis ingår i släktet Langia och familjen svärmare. Inga underarter finns listade i Catalogue of Life.